# Công nghiệp năng lượng
Công nghiệp năng lượng bao gồm hàng loạt các ngành công nghiệp khác nhau, từ khai thác các dạng năng lượng (như than, dầu mỏ, khí đốt...) cho đến sản xuất điện năng. Nó có thể được chia thành hai nhóm ngành: khai thác nhiên liệu và sản xuất điện năng.

## Vai trò
Công nghiệp năng lượng là một trong những ngành kinh tế quan trọng và cơ bản của một quốc gia. Nền sản xuất hiện đại chỉ có thể phát triển nhờ sự tồn tại của ngành năng lượng. Là động lực cho các ngành kinh tế, công nghiệp năng lượng được coi như bộ phận quan trọng nhất trong hệ thống cơ sở hạ tầng sản xuất. Việc phát triển ngành công nghiệp này kéo theo hàng loạt các ngành công nghiệp khác như công nghiệp cơ khí, công nghiệp sản xuất vật liệu xây dựng. Công nghiệp năng lượng cũng thu hút những ngành công nghiệp sử dụng nhiều điện năng như luyện kim màu, chế biến kim loại, chế biến thực phẩm, hoá chất, dệt... Vì thế, công nghiệp năng lượng có khả năng tạo vùng rất lớn nếu như nó nằm ở vị trí địa lý thuận lợi. Thông qua chỉ số tiêu dùng năng lượng bình quân theo đầu người, có thể phán đoán trình độ phát triển kinh tế, kỹ thuật và văn hoá của một quốc gia.
Trong nhiều thế kỉ qua, mức tiêu dùng than, dầu mỏ, khí đốt của nhân loại tăng lên nhanh chóng. Từ năm 1990 đến nay, cứ mỗi năm bình quân một người tiêu thụ khoảng 1,6 tấn dầu quy đổi, tức là gấp khoảng 25 lần trọng lượng của bản thân. Nhìn chung mức tiêu dùng năng lượng bình quân theo đầu người trong vòng 20 năm qua tăng lên rõ rệt trên phạm vi toàn thế giới, song có sự khác biệt khá lớn giữa các quốc gia. Các nước kinh tế phát triển ở châu Âu, Bắc Mỹ và những nước có thu nhập cao có mức tiêu dùng năng lượng bình quân theo đầu người lớn nhất; trong khi đó những nước nghèo ở châu Phi và Nam Á có mức tiêu dùng thấp nhất. Sự chênh lệch giữa nước có mức tiêu dùng năng lượng cao nhất và thấp nhất lên tới 45 lần.

## Cơ cấu sử dụng năng lượng
Công nghiệp năng lượng hiện đại là một hệ thống phức tạp bao gồm nhiều ngành, cần thiết cho mọi hoạt động sản xuất và đời sống. Trong thời đại cách mạng khoa học kỹ thuật, sự phát triển của ngành công nghiệp này có ảnh hưởng rất lớn đến trình độ, cơ cấu và sự phân bố của nền kinh tế.
Tài nguyên năng lượng của thế giới rất phong phú và đa dạng. Ngoài nguồn năng lượng truyền thống như củi, gỗ, than, dầu mỏ, khí đốt, đá cháy, con người đã phát hiện và đưa vào sử dụng các nguồn năng lượng mới, có hiệu quả cao như năng lượng thủy triều, năng lượng hạt nhân, năng lượng mặt trời, địa nhiệt, năng lượng gió và năng lượng sinh khối... Những tác động về mặt môi trường sinh thái cùng những tiến bộ về khoa học công nghệ đã làm tăng việc sử dụng các nguồn năng lượng mới. Trên cơ sở đó, cơ cấu sử dụng năng lượng của thế giới đã có nhiều thay đổi theo thời gian.
- Năng lượng truyền thống (củi, gỗ) là nguồn năng lượng đã được con người sử dụng từ thời xa xưa với xu hướng tỷ trọng ngày càng giảm nhanh chóng, từ 80% năm 1860 xuống 25% năm 1920 và sau 1 thế kỉ nữa thì vai trò của nó hầu như không đáng kể (2%). Đây là xu hướng tiến bộ vì củi, gỗ thuộc loại tài nguyên có thể phục hồi được nhưng rất chậm. Nếu con người tiếp tục đốt củi thì rừng Trái đất sẽ có thể biến mất, đất đai sẽ bị xói mòn, khí hậu nóng lên, ảnh hưởng xấu đến môi trường sống của nhân loại.
- Than đá là nguồn năng lượng hoá thạch, có thể phục hồi nhưng rất chậm. Than được biết từ rất sớm và cho đến nay vẫn tiếp tục được sử dụng rộng rãi trong sản xuất và đời sống. Tỷ trọng của than trong cơ cấu sử dụng năng lượng tăng nhanh vào những năm cuối thế kỉ XIX (44% năm 1880 lên 58% năm 1900), đạt cực đại vào đầu thế kỉ XX (68% năm 1920) gắn liền với những thay đổi về quy trình của công nghiệp luyện kim (thay thế than củi bằng than cốc), sự ra đời của máy hơi nước và việc sử dụng làm nguyên liệu trong công nghiệp hoá học. Từ nửa sau thế kỉ XX, tỷ trọng của than trong cơ cấu năng lượng bắt đầu giảm nhanh một phần do việc khai thác và sử dụng than gây suy thoái và ô nhiễm môi trường (đất, nước, không khí), song quan trọng hơn vì đã có nguồn năng lượng khác hiệu quả hơn thay thế.
- Dầu mỏ, khí đốt là nguồn năng lượng mới, chỉ thực sự được sử dụng nhiều vào nửa sau thế kỉ XX, từ 2% năm 1860 lên 4% năm 1900, 26% năm 1940 và 44% năm 1960 rồi đạt cực đại vào thập kỉ 80 gắn liền với sự phát triển của ngành giao thông, công nghiệp hoá chất, đặc biệt là hoá dầu. Bước sang đầu thế kỉ XXI, vai trò của dầu mỏ bắt đầu giảm do nhiều nguyên nhân: xung đột và khủng hoảng về dầu lửa giữa các nước sản xuất và các nước tiêu thụ dầu, ô nhiễm môi trường do khai thác, sử dụng và vận chuyển dầu gây ra, mức khai thác quá lớn dẫn tới sự cạn kiệt nguồn năng lượng này và quan trọng hơn là do đã tìm được các nguồn năng lượng mới thay thế.
- Năng lượng nguyên tử, thủy điện được sử dụng từ những năm 40 của thế kỉ XX, tăng chậm và giữ ở mức 10 - 14% tổng năng lượng sử dụng của toàn thế giới. Dự báo tỷ trọng của nó sẽ đạt 22% ở thập niên 20 của thế kỉ XXI và có xu hướng giảm dần từ nửa sau thế kỉ XXI vì nhiều lý do.

Năng lượng hạt nhân có nhiều lợi thế, cho hiệu suất cao, tạo ra nguồn điện độc lập với các nguồn nhiên liệu than, dầu, khí đốt, ít phụ thuộc vào vị trí địa lý. Song độ không an toàn và rủi ro là khá lớn. Đó là việc vận hành đòi hỏi điều kiện chuyên môn ngặt nghèo, yêu cầu đội ngũ chuyên gia có trình độ chuyên môn cao cũng như sự nan giải trong việc xử lý sự cố và chất thải.
- Thủy điện là nguồn năng lượng tái tạo với khả năng rất lớn. Song việc xây dựng nhà máy đòi hỏi vốn đầu tư nhiều, thời gian xây dựng và khả năng thu hồi vốn lâu. Đó là chưa kể việc phải di dân rất tốn kém và những thay đổi về môi trường sinh thái có thể xảy ra do hình thành các hồ chứa nước lớn.
- Các nguồn năng lượng sạch, có thể tái tạo như khí sinh học, gió, địa nhiệt, mặt trời, thủy triều... Tuy mới được sử dụng từ những năm cuối của thế kỉ XX, nhưng đây sẽ là nguồn năng lượng tiềm tàng của nhân loại. Do sự cạn kiệt của các nguồn tài nguyên năng lượng không tái tạo, các nguồn năng lượng mới sẽ trở thành nguồn năng lượng cơ bản ở cả các nước phát triển và đang phát triển từ nửa sau của thế kỉ XXI.
  - Năng lượng sinh khối là khí sinh vật được tạo ra từ việc lên men các phế thải hữu cơ nông nghiệp và sinh hoạt, nhằm một mặt đảm bảo nhu cầu đun nấu, thắp sáng cho cư dân nông nghiệp và mặt khác, góp phần bảo vệ môi trường nông thôn.
  - Năng lượng Mặt Trời được sử dụng dưới hai dạng điện và nhiệt. Đây là nguồn năng lượng vô tận để đun nước, sưởi ấm, sấy nông sản, pin quang điện... phục vụ cho các ngành kinh tế và đời sống.
  - Năng lượng gió trong thiên nhiên là rất lớn. Việc khai thác và đưa vào sản xuất điện năng đã và đang được tiến hành ở nhiều nước như Tây Âu, Bắc Âu, Hoa Kỳ, Ấn Độ...
  - Năng lượng địa nhiệt ở sâu trong lòng đất cũng được khai thác và sử dụng dưới dạng nhiệt và điện. Tiềm năng địa nhiệt ở một số nước rất lớn (như Ireland, Hy Lạp, Pháp, Italia, Hoa Kỳ, Nhật Bản...) đã tạo điều kiện cho việc khai thác rộng rãi nguồn năng lượng này.

## Cơ cấu tiêu thụ năng lượng
Cơ cấu tiêu thụ năng lượng trên thế giới rất khác nhau giữa các nhóm nước. Mức tiêu thụ năng lượng có thể được coi là một trong những chỉ tiêu đánh giá trình độ phát triển kinh tế của một nước. Các nước kinh tế phát triển đã tiêu thụ tới quá nửa tổng số năng lượng được sản xuất ra trên thế giới. Trong khi đó, các nước đang phát triển với diện tích lớn, dân số đông, nhưng chỉ tiêu thụ khoảng 1/3. Mặc dù trong những năm tới, cơ cấu tiêu thụ năng lượng giữa các nhóm nước có sự thay đổi.